# 罗隆基
罗隆基（1896年7月30日—1965年12月7日），字努生，男，江西安福人，中国学者。中华人民共和国成立后曾担任民盟中央副主席、全国政协常务委员和全国人大常委会委员等职务，反右运动开始后被打倒，在那段时期有中国第二號“右派”之称，1986年，中共中央统战部部长阎明复在会上热忱肯定其革命贡献。

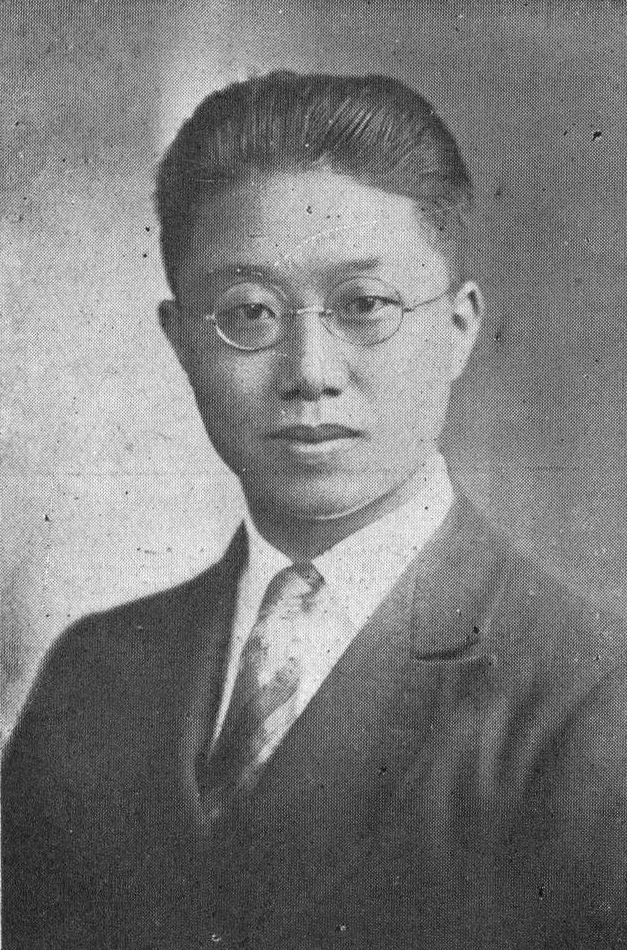

## 生平
1896年生于江西省安福县枫田镇。1913年，考入北京清华留美预备学校。1919年五四运动中成为学生运动领袖。1921年赴美留学，先后入威斯康辛大学和哥伦比亚大学攻读政治学，后赴英国伦敦政治经济学院，获得政治学博士学位。1928年回国，任教于上海光华大学，并参与创办《新月》杂志。1929年7月罗隆基在《新月》上发表《论人权》一文，认为“人权破产，是中国目前不可掩盖的事实”，需发动“人权运动”，“争回人权”，“国家的功用，就在保障人权”，还仿照欧美政治学说列举了35条“目前所必争的人权”。1930年11月因发表反对中国国民党一党专政的言论，被逮捕。被光华大学开除之后，到中国公学任教。
1931年九一八事变后，罗隆基主张抗日。1932年1月，接受刘豁轩邀请，北上天津，担任《益世报》社论主笔；又接受南开大学校长张伯苓的聘请，同时兼任南开大学政治系教授。罗隆基在《益世报》上不断发表言辞激烈的社论，如《一国三公僵政局》、《可以战矣》、《再论对日方针》、《剿共胜利不算光荣》、《攘外即可安内》等，批评政府的对日方针。1933年秋，罗隆基的专车在海光寺附近遭到枪击，罗隆基险遭暗杀。此后不久，《益世报》由于受到压力，被迫辞退了罗隆基。主张抗日的宋哲元控制北平、天津地区后，《益世报》再次聘任罗隆基就任社论主笔，直到1937年8月天津被日军占领，《益世报》停刊。
抗战后转移后方。是国民参政会参政员，中国民主同盟早期领导人之一。抗战胜利后从事民主运动，与周恩来、董必武等来往甚密。曾参加国家社会党，后与张东荪一起退出。
1949年9月以民盟代表的身份，出席中国人民政治协商会议第一届全体会议。后任民盟中央副主席、中央人民政府政务院政务委员、森林工业部部长、全国政协常务委员、全国人大常委会委员等职。1954年，他当选第一届全国人大代表。9月，他出席第一届全国人大第一次会议讨论宪法草案，期间并发言。
1957年5月22日，中共中央统战部举行座谈会。罗隆基在会上发言，建议由全国人民代表大会、中国人民政治协商会议成立一个委员会，检查“三反”、“五反”、“肃反”运动中的失误偏差。而该委员会须由执政党、民主党派和无党派民主人士三方面组成。这就是著名的“成立平反委员会”的主张，它与章伯钧的“政治设计院”，储安平的“党天下”一起被毛澤東称为三大右派政治理论。
1957年6月被划为“右派”，接受一周三场的批判。1957年7月，同居十载的女友浦熙修在中共的要求下公開「揭發」批判羅隆基，火力最猛，题为《罗隆基是一只披著羊皮的狼》，指其為「披著羊皮的狼」，與其斷絕關係。1958年1月26日被撤消民盟中央副主席职务，同月31日被撤消全国人大代表资格與森林工业部部长职务。工资从四级降到九级。
1965年12月7日子夜，因心脏病在北京家中去世。

## 身后
1986年10月24日，中国民主同盟中央召开他90周年诞辰纪念会。中共中央统战部部长阎明复在会上热忱肯定其革命贡献，认为他是知名的爱国民主人士。

## 家庭及私生活
羅於1928年與在英國相識的法律系學生張舜琴結婚並一同回上海生活，翌年誕下一女（一個月後夭折），而羅也於1931年跟張離婚。1938年與沈小姐結婚（疑謬，據章詒和<無家可歸——羅隆基的情感生活>，此期間當與王右家結合） ，1945年抗戰勝利后離婚。随后的日子曾跟史良、刘王立明、浦熙修、杨薇、羅儀鳳等多人戀愛，但沒有結果。

## 著作
主要著作有《人权论集》、《政治论文集》和《斥美帝国务卿艾奇逊》等。